# Rain (Donau-Ries járás)
Rain település Németországban, azon belül Bajorországban, a Svábföldön. Lakosainak száma 9472 fő (2023. december 31.). Rain Niederschönenfeld és Genderkingen községekkel határos.

## Népesség
A település népessége az elmúlt években az alábbi módon változott:
| Lakosok száma | 1425 | 2808 | 6175 | 6794 | 8639 | 8817 | 8902 | 8901 | 9042 | 9472 |
|               | 1875 | 1950 | 1975 | 1987 | 2012 | 2014 | 2016 | 2017 | 2021 | 2023 |